# 金井利之
金井 利之 （かない としゆき、1967年3月27日 - ）は、日本の行政学者。専門は、都市行政学・オランダ行政研究。東京大学教授。群馬県桐生市生まれ。

## 経歴
- 1989年　東京大学法学部卒業
- 1989年　東京大学法学部助手（行政学）
- 1992年　東京都立大学 法学部助教授（都市行政論・行政学）
- 1994年　オランダ国立ライデン大学社会科学部客員研究員（～96年）
- 2002年　東京大学大学院法学政治学研究科助教授（都市行政学）
- 2006年　東京大学大学院法学政治学研究科教授
- 2012年　大阪市特別顧問

## 著書

### 単著
- 『財政調整の一般理論』（東京大学出版会、1999年6月、ISBN 4130360957）
- 『自治制度』（東京大学出版会、2007年5月、ISBN 4130342339）（2008年度公共政策学会著作賞受賞）
- 『実践自治体行政学　自治基本条例・総合計画・行政改革・行政評価』（第一法規出版、2011年4月、ISBN 4474024974）
- 『原発と自治体』（岩波書店、2012年3月、ISBN 9784002708317）（2013年度自治体学会賞受賞）
- 『コロナ対策禍の国と自治体　災害行政の迷走と閉塞』（筑摩書房、2021年5月、ISBN 9784480074034）

### 共著
- （礒崎初仁・伊藤正次）『地方自治』（北樹出版、2007年初版・2011年改訂版）
- （安武憲明・光本伸江・飛田博史）『赤池町の財政再建と財政課長・安武憲明』（公人社、2009年）
- （児玉更太郎・小田切徳美・沼尾波子）『高宮町・地域振興会方式と町長・児玉更太郎』（公人社、2011年）
- （永井學・五百旗頭薫・荒見玲子）『大飯原子力発電所はこうしてできた―大飯町企画財政課長永井學調書』（公人社、2015年）
- （山下祐介）『地方創生の正体　なぜ地域政策は失敗するのか』（筑摩書房、2015年）

### 共編著
- （森田朗・田口一博）『政治空間の変容と政策革新（3）分権改革の動態』（東京大学出版会、2008年）
- （佐藤竺（監）・日本都市センター）『オランダ・ベルギーの自治体改革』（第一法規、2011年）
- （森田朗）『政策変容と制度設計』（ミネルヴァ書房、2012年）